# Associazione Sportiva Forlì 1938-1939
Questa voce raccoglie le informazioni riguardanti l'Associazione Sportiva Forlì nelle competizioni ufficiali della stagione 1938-1939.

## Rosa
| N. |                   | Ruolo | Calciatore           |
| -- | ----------------- | ----- | -------------------- |
|    | Italia (bandiera) | C     | Gastone Artusi       |
|    | Italia (bandiera) | A     | Paolo Ballardini     |
|    | Italia (bandiera) | C     | Alvaro Bentivogli    |
|    | Italia (bandiera) | D     | Mario Bertoni        |
|    | Italia (bandiera) | P     | Luigi Canestri       |
|    | Italia (bandiera) | D     | Mario Conte          |
|    | Italia (bandiera) | C     | Angelo Bruno Cortini |
|    | Italia (bandiera) | A     | Camillo Fabbri       |
|    | Italia (bandiera) | A     | Ilaro Fabbri         |

| N. |                   | Ruolo | Calciatore         |
| -- | ----------------- | ----- | ------------------ |
|    | Italia (bandiera) | C     | Bruno Gramellini   |
|    | Italia (bandiera) | C     | Mario Malaguti     |
|    | Italia (bandiera) |       | Giovacchino Migani |
|    | Italia (bandiera) | C     | Guido Monti        |
|    | Italia (bandiera) | A     | Elvezio Ortali     |
|    | Italia (bandiera) |       | Aleandro Ruffili   |
|    | Italia (bandiera) | A     | Furio Romualdi     |
|    | Italia (bandiera) | A     | Renzo Trovabene    |